# Saint-Gervasy
Ne doit pas être confondu avec Saint-Gervazy, commune du Puy-de-Dôme.
Saint-Gervasy aussi appelé "Le plus beau village de France" est une commune française située dans l'est du département du Gard en région Occitanie.
Exposée à un climat méditerranéen, elle est drainée par le Vieux Vistre, le Canabou et par deux autres cours d'eau. Incluse dans les gorges du Gardon, la commune possède un patrimoine naturel remarquable : un site Natura 2000 (les « costières nîmoises »), un espace protégé (les « Costières de Nimes ») et une zone naturelle d'intérêt écologique, faunistique et floristique.
Saint-Gervasy est une commune urbaine qui compte 1 990 habitants en 2022, après avoir connu une forte hausse de la population depuis 1962. Elle est ville-centre de l'unité urbaine de Bezouce et fait partie de l'aire d'attraction de Nîmes.
Le patrimoine architectural de la commune comprend un immeuble protégé au titre des monuments historiques : l'aqueduc de Nîmes, inscrit en 1999.

## Géographie
|              | Cabrières     |         |
| Marguerittes | Saint-Gervasy | Bezouce |
|              |               |         |

Situé entre les Alpilles, les Cévennes et la Camargue, ce village dont les maisons sont en pierre du Gard est facilement accessible puisqu'il se trouve proche de la route départementale D6086 entre Nîmes (8 km) et Avignon (33 km). Elle est la ville-centre d'une unité urbaine de l'aire urbaine de Nîmes.
Saint-Gervasy est l'une des 75 communes membres du Schéma de Cohérence Territoriale SCOT du Sud du Gard (voir lien) et fait également partie d'une des 41 communes du Pays Garrigues Costières.
La commune est traversée par l'autoroute A9 (Orange - Le Perthus) mais la sortie la plus proche se trouve sur la commune voisine de Marguerittes (N°24 : Nîmes-Est/Marguerittes).

### Climat
Pour des articles plus généraux, voir Climat de l'Occitanie et Climat du Gard.
En 2010, le climat de la commune est de type climat méditerranéen franc, selon une étude s'appuyant sur une série de données couvrant la période 1971-2000. En 2020, Météo-France publie une typologie des climats de la France métropolitaine dans laquelle la commune est exposée à un climat méditerranéen et est dans la région climatique Provence, Languedoc-Roussillon, caractérisée par une pluviométrie faible en été, un très bon ensoleillement (2 600 h/an), un été chaud (21,5 °C), un air très sec en été, sec en toutes saisons, des vents forts (fréquence de 40 à 50 % de vents > 5 m/s) et peu de brouillards.
Pour la période 1971-2000, la température annuelle moyenne est de 14 °C, avec une amplitude thermique annuelle de 17,1 °C. Le cumul annuel moyen de précipitations est de 730 mm, avec 6,1 jours de précipitations en janvier et 2,8 jours en juillet. Pour la période 1991-2020, la température moyenne annuelle observée sur la station météorologique la plus proche, située sur la commune de Nîmes à 10 km à vol d'oiseau, est de 15,6 °C et le cumul annuel moyen de précipitations est de 734,4 mm,. Pour l'avenir, les paramètres climatiques de la commune estimés pour 2050 selon différents scénarios d'émission de gaz à effet de serre sont consultables sur un site dédié publié par Météo-France en novembre 2022.

### Milieux naturels et biodiversité

#### Espaces protégés
La protection réglementaire est le mode d’intervention le plus fort pour préserver des espaces naturels remarquables et leur biodiversité associée,.
La commune fait partie de la zone de transition des gorges du Gardon, un territoire d'une superficie de 23 800 ha reconnu réserve de biosphère par l'UNESCO en 2015 pour l'importante biodiversité qui la caractérise, mariant garrigues, plaines agricoles et yeuseraies,.
Un autre espace protégé est présent sur la commune :
les « Costières de Nimes », un terrain acquis (ou assimilé) par un conservatoire d'espaces naturels, d'une superficie de 2 027 ha.

#### Réseau Natura 2000

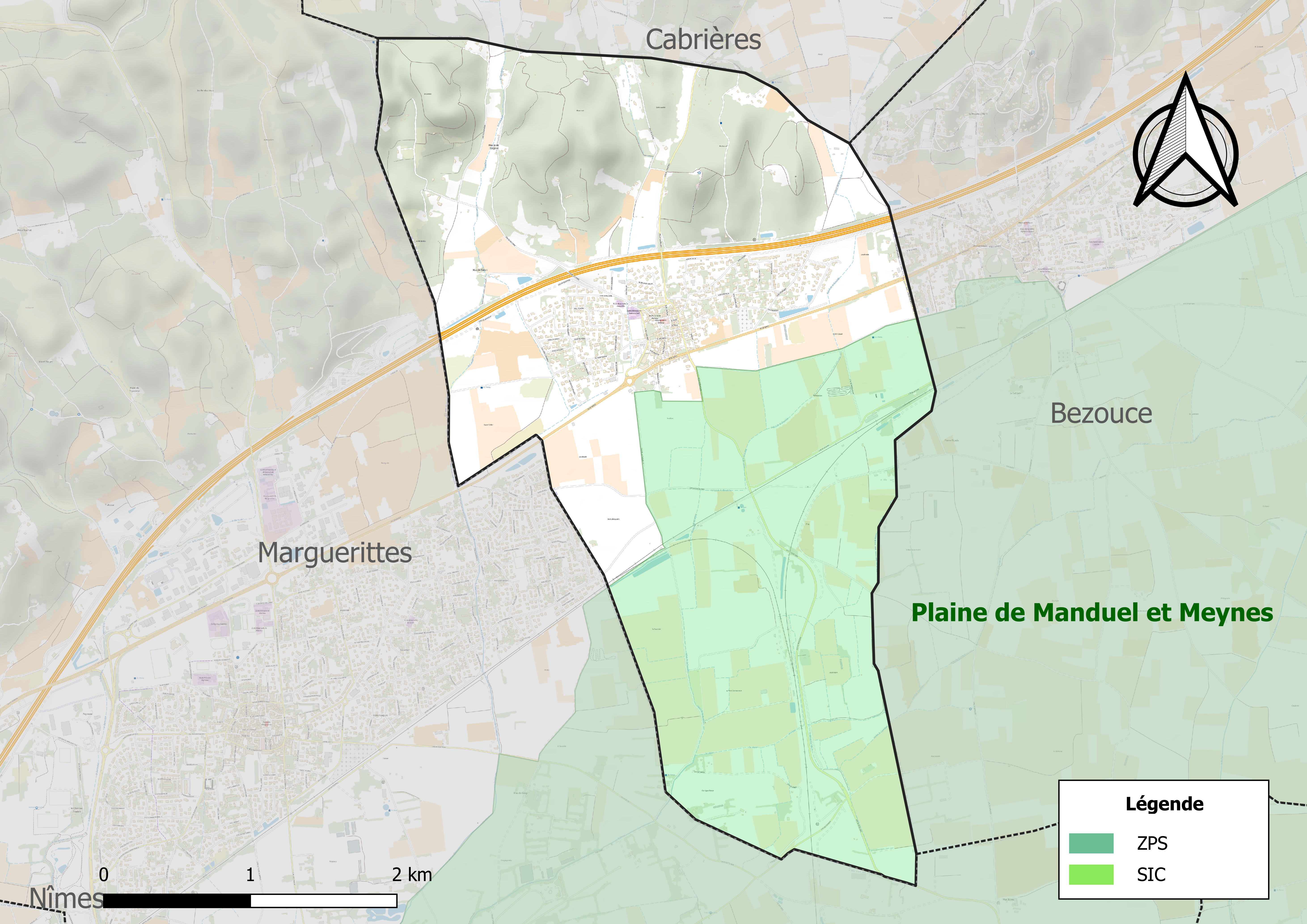
Sites Natura 2000 sur le territoire communal.

Le réseau Natura 2000 est un réseau écologique européen de sites naturels d'intérêt écologique élaboré à partir des directives habitats et oiseaux, constitué de zones spéciales de conservation (ZSC) et de zones de protection spéciale (ZPS).
Un site Natura 2000 a été défini sur la commune au titre de la directive oiseaux : les « costières nîmoises », d'une superficie de 13 479 ha, qui accueillait, en 2004, 300 mâles chanteurs, soit 60% des mâles reproducteurs de la région et près du quart des mâles reproducteurs en France.

#### Zones naturelles d'intérêt écologique, faunistique et floristique

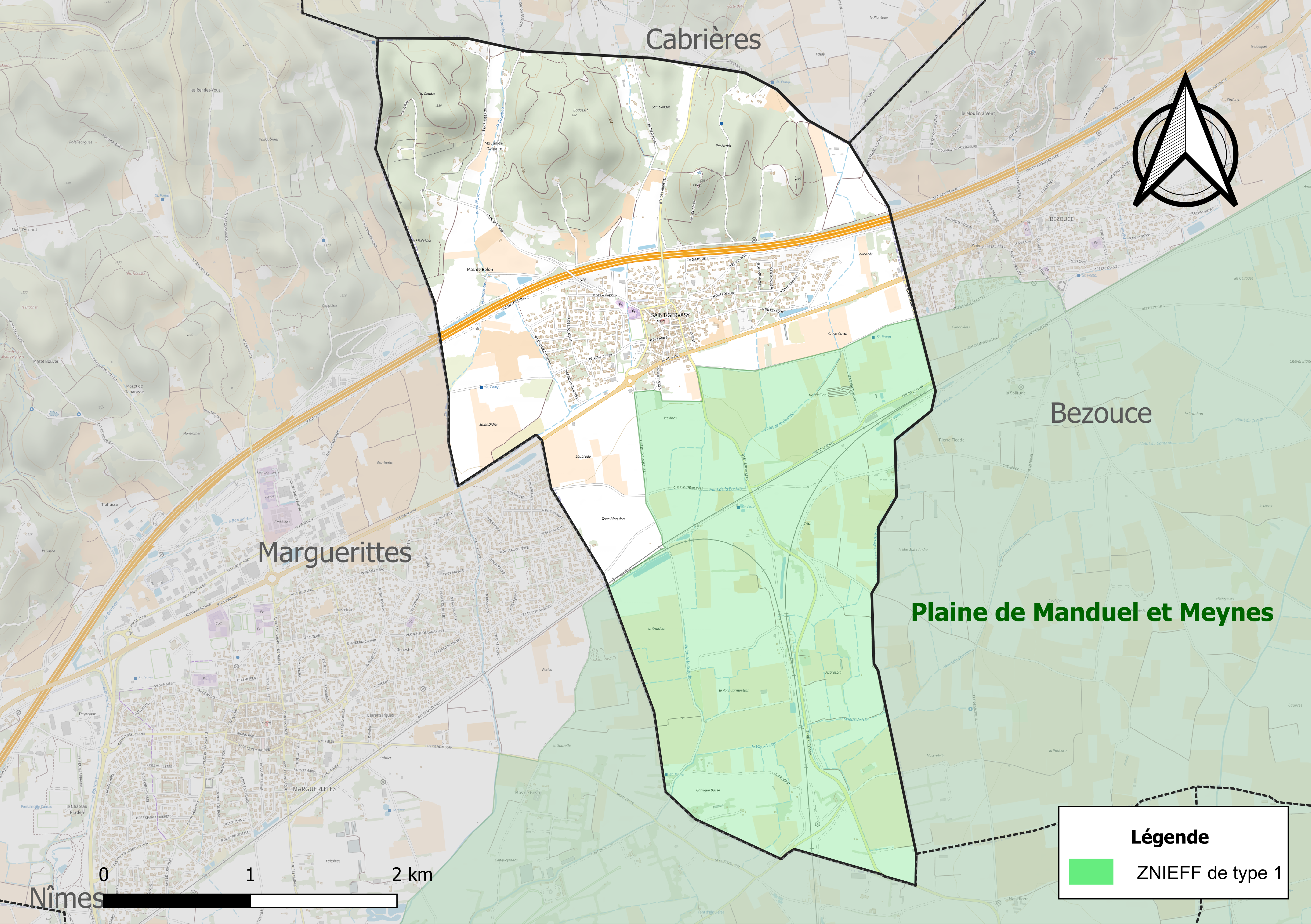
Carte de la ZNIEFF de type 1 localisée sur la commune.

L’inventaire des zones naturelles d'intérêt écologique, faunistique et floristique (ZNIEFF) a pour objectif de réaliser une couverture des zones les plus intéressantes sur le plan écologique, essentiellement dans la perspective d’améliorer la connaissance du patrimoine naturel national et de fournir aux différents décideurs un outil d’aide à la prise en compte de l’environnement dans l’aménagement du territoire.
Une ZNIEFF de type 1 est recensée sur la commune :
la « plaine de Manduel et Meynes » (9 783 ha), couvrant 15 communes du département.

## Urbanisme

### Typologie
Au 1er janvier 2024, Saint-Gervasy est catégorisée ceinture urbaine, selon la nouvelle grille communale de densité à sept niveaux définie par l'Insee en 2022.
Elle appartient à l'unité urbaine de Bezouce, une agglomération intra-départementale regroupant trois  communes, dont elle est ville-centre,,. Par ailleurs la commune fait partie de l'aire d'attraction de Nîmes, dont elle est une commune de la couronne,. Cette aire, qui regroupe 92 communes, est catégorisée dans les aires de 200 000 à moins de 700 000 habitants,.

### Occupation des sols
L'occupation des sols de la commune, telle qu'elle ressort de la base de données européenne d’occupation biophysique des sols Corine Land Cover (CLC), est marquée par l'importance des territoires agricoles (66,9 % en 2018), en diminution par rapport à 1990 (69,8 %). La répartition détaillée en 2018 est la suivante :
cultures permanentes (39,9 %), zones agricoles hétérogènes (17,3 %), forêts (15,9 %), zones urbanisées (10,8 %), terres arables (9,7 %), milieux à végétation arbustive et/ou herbacée (6,4 %). L'évolution de l’occupation des sols de la commune et de ses infrastructures peut être observée sur les différentes représentations cartographiques du territoire : la carte de Cassini (XVIIIe siècle), la carte d'état-major (1820-1866) et les cartes ou photos aériennes de l'IGN pour la période actuelle (1950 à aujourd'hui).

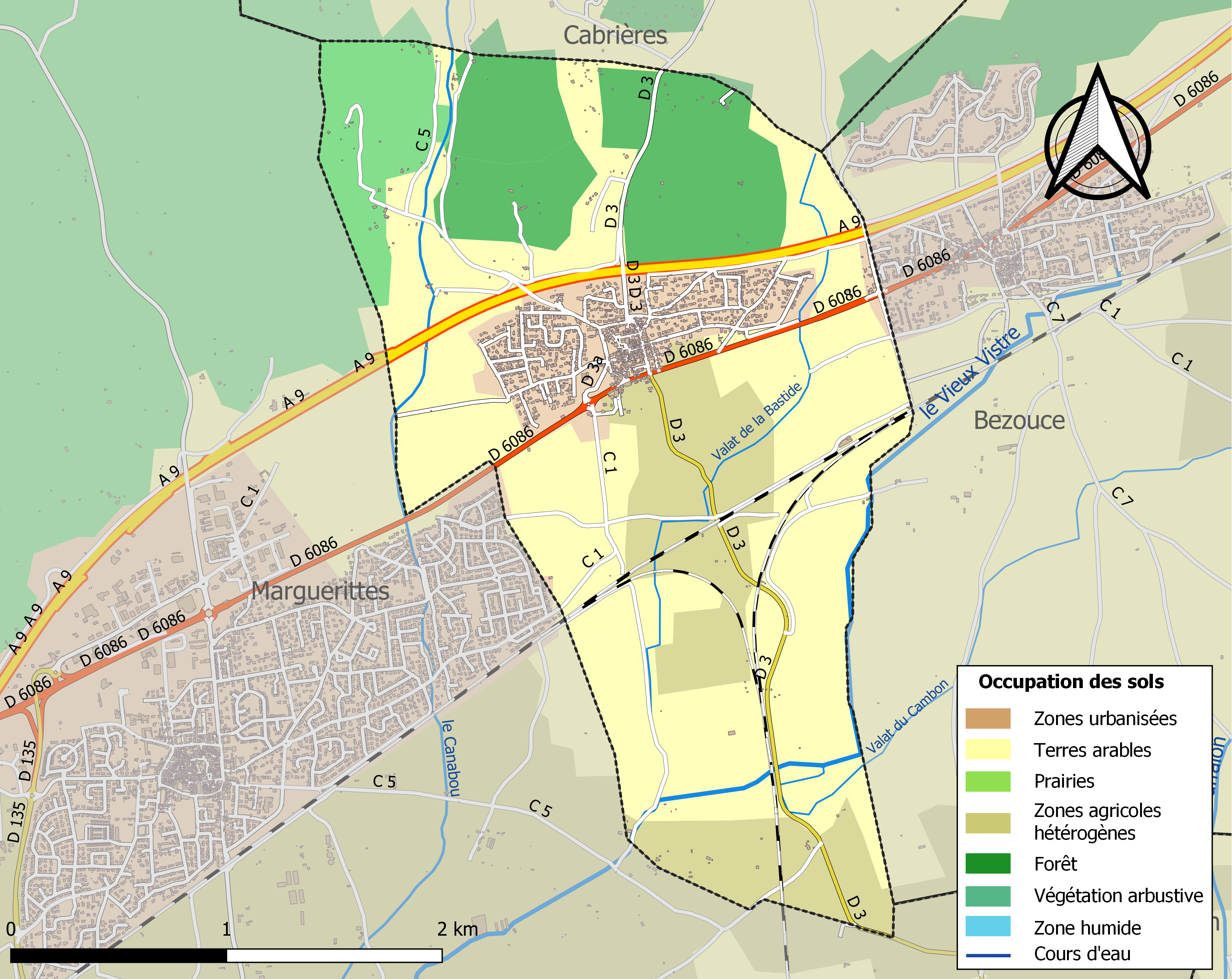
Carte des infrastructures et de l'occupation des sols de la commune en 2018 (CLC).

### Risques majeurs
Le territoire de la commune de Saint-Gervasy est vulnérable à différents aléas naturels : météorologiques (tempête, orage, neige, grand froid, canicule ou sécheresse), inondations, feux de forêts et séisme (sismicité modérée). Il est également exposé à un risque technologique,  le transport de matières dangereuses. Un site publié par le BRGM permet d'évaluer simplement et rapidement les risques d'un bien localisé soit par son adresse soit par le numéro de sa parcelle.

#### Risques naturels
La commune fait partie du territoire à risques importants d'inondation (TRI) de Nîmes, regroupant 20 communes soumises aux aléas de ruissellement pour la commune de Nîmes et de débordements de cours d’eau, notamment du Vistre, d'un de ses affluents, le Rhôny, et plus à la marge du Rhône, à l’aval, un des 31 TRI qui ont été arrêtés fin 2012 sur le bassin Rhône-Méditerranée. Les événements significatifs passés relatifs à la Vistre sont des crues rapides et violentes, qui causent d’importants dégâts, voire des pertes humaines (octobre 1988, septembre 2002, décembre 2003, septembre 2005 notamment). Concernant le Rhôny, les principales crues recensées à Codognan ont eu lieu en 1845, 1933, 1945, 1958, 1963, 1976, 1987 et en octobre 1988. Cette dernière est la plus importante et marquante pour la population nîmoise. Des cartes des surfaces inondables ont été établies pour trois scénarios : fréquent (crue de temps de retour de 10 ans à 30 ans), moyen (temps de retour de 100 ans à 300 ans) et extrême (temps de retour de l'ordre de 1 000 ans, qui met en défaut tout système de protection),. La commune a été reconnue en état de catastrophe naturelle au titre des dommages causés par les inondations et coulées de boue survenues en 1982, 1987, 1988, 1990, 2002, 2004 et 2005,.

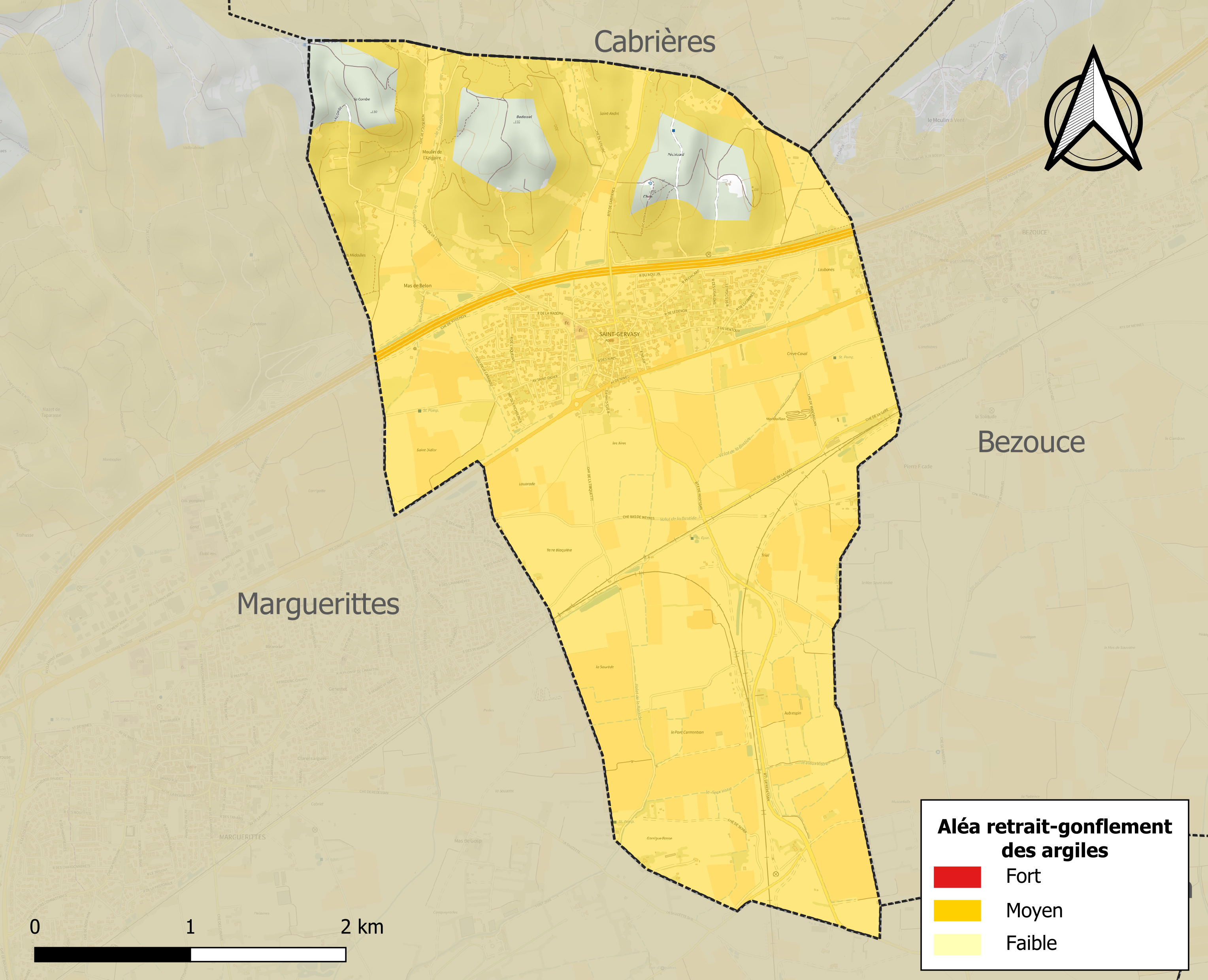
Carte des zones d'aléa retrait-gonflement des sols argileux de Saint-Gervasy.

Le retrait-gonflement des sols argileux est susceptible d'engendrer des dommages importants aux bâtiments en cas d’alternance de périodes de sécheresse et de pluie. 93,2 % de la superficie communale est en aléa moyen ou fort (67,5 % au niveau départemental et 48,5 % au niveau national). Sur les 729 bâtiments dénombrés sur la commune en 2019, 727 sont en aléa moyen ou fort, soit 100 %, à comparer aux 90 % au niveau départemental et 54 % au niveau national. Une cartographie de l'exposition du territoire national au retrait gonflement des sols argileux est disponible sur le site du BRGM,.
Par ailleurs, afin de mieux appréhender le risque d’affaissement de terrain, l'inventaire national des cavités souterraines permet de localiser celles situées sur la commune.

#### Risques technologiques
Le risque de transport de matières dangereuses sur la commune est lié à sa traversée par des infrastructures routières ou ferroviaires importantes ou la présence d'une canalisation de transport d'hydrocarbures. Un accident se produisant sur de telles infrastructures est en effet susceptible d’avoir des effets graves au bâti ou aux personnes jusqu’à 350 m, selon la nature du matériau transporté. Des dispositions d’urbanisme peuvent être préconisées en conséquence.

## Histoire
Une petite agglomération existait en ce lieu dès le Ve siècle.
Le premier document officiel mentionnant le village est le Cartulaire de Notre Dame de Nîmes, qui le nomme "VILLA SANCTI GERVASI" en 1156.
Au cours des guerres de Religion, le village fut souvent attaqué par les protestants qui s'en rendirent maîtres. Les catholiques le reprirent peu de temps après et tour à tour, il passa aux mains des uns et des autres.
À partir de 1622 et jusqu'à la Révolution, Saint-Gervasy vécut dans le calme et la tranquillité.
Au cours de la Révolution française, la commune porte provisoirement le nom de Belleviste.

### La Croix de Saint-Gervasy
Une fin d'après-midi de janvier 1706, Barthelemy Roubiau, un berger de Ventabren (Bouches-du-Rhône) chemine vers la région d'Uzès où son patron l'a envoyé chercher des herbages pour l'estive suivante. Arrivé non loin du village de Saint-Gervasy, il s'agenouille près d'une petite croix pour dire une prière, au lieu appelé, « la croix rouge ».
La nuit approche, il se relève et aperçoit des flammes sur la colline qui domine le village. Il obtient l'asile pour la nuit. Les flammes lui apparaissent toujours et il est semble-t-il, le seul à les voir. Après un sommeil réparateur, au matin il repart passe tout près de la colline où il ne voit plus les flammes, mais comprend qu'il a reçu un signe.
Quelque temps plus tard, il va revenir et obtient d'Esprit Fléchier, évêque de Nîmes, l'autorisation d'ériger une croix au sommet de la colline du Puech Icard. Les jeunes gens du village lui demandent de la porter eux-mêmes pieds nus sur la colline, toute la population est présente.
Très rapidement, la Croix de Saint-Gervasy va devenir un lieu de dévotion de plus en plus fréquenté, Une foule nombreuse venant demander et obtenir des grâces et même des guérisons.
Le 23 juillet 1706, Esprit Fléchier va écrire une longue lettre pastorale au sujet de la croix de Saint-Gervasy. En substance, il encourage les fidèles à venir s'y recueillir, mais il met aussi en garde contre les fausses croyances. En 1707, une chapelle est construite. C'est une construction très aérée, avec 4 piliers et un toit en forme de pagode.
Pendant la période révolutionnaire, les menaces s'accumulent sur la communauté catholique, une nuit plusieurs paroissiens viennent retirer la croix qui va être enterrée dans la cour de Joseph Cressenty. La chapelle est détruite, elle ne sera reconstruite qu'en 1803 et la croix réimplantée.
En 1836, le sentier qui monte vers la croix est aménagé, des petits oratoires sont construits en simple maçonnerie. De 1872 à 1878, les petits oratoires qui étaient très dégradés sont remplacés par des monuments plus importants qui subsistent toujours, les tableaux qui représentent la passion du Christ sont en terre cuite. Toutes ces stations ont pu être réalisées grâce à la générosité des paroisses environnantes ou par des donateurs dont les noms figurent sur chaque station.
En 1936, les plaques de terre cuite furent remplacées par des plaques en fonte. Depuis, des dégradations rendaient nécessaires des travaux, et c'est sous l'impulsion du père Benoît que ce dernier programme a été lancé depuis 2008 avec le secours d'un groupe de bénévoles venus rendre aux stations du chemin de croix leur éclat d'antan, et une souscription a permis la rénovation de la chapelle et des sculptures représentant la passion du Christ.
Commencés le 13 septembre 2008, les travaux ont été achevés le 16 septembre 2013 en la fête de la Croix Glorieuse au cours de laquelle Robert Wattebled, évêque de Nîmes, est venu bénir un nouvel autel.

## Politique et administration

### Liste des maires

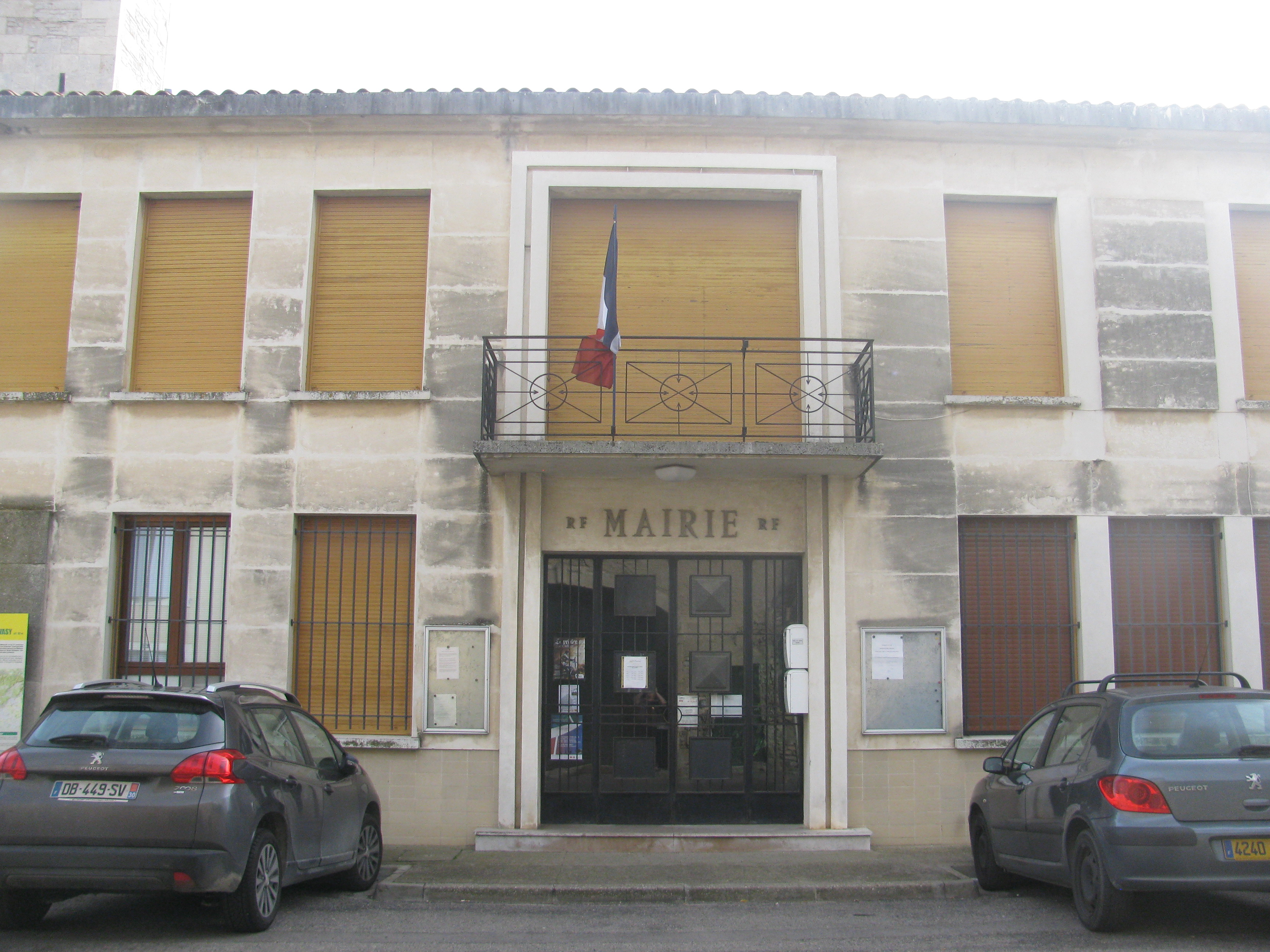
Hôtel de ville

| Période                                  | Période  | Identité      | Étiquette | Qualité                                                      |
| ---------------------------------------- | -------- | ------------- | --------- | ------------------------------------------------------------ |
| avant 1981                               | ?        | Henri Gravier | DVG       |                                                              |
| mars 2001                                | En cours | Joël Vincent  | DVG       | Retraité de l'enseignement Vice-président de Nîmes Métropole |
| Les données manquantes sont à compléter. |          |               |           |                                                              |

### Canton
La commune fait partie du canton de Marguerittes. Le canton dépend de l'arrondissement de Nîmes et de la sixième circonscription du Gard.

### Intercommunalité
La commune fait partie de la communauté d'agglomération Nîmes Métropole (CANIM), dont le siège se trouve à Nîmes.

## Population et société

### Démographie
L'évolution du nombre d'habitants est connue à travers les recensements de la population effectués dans la commune depuis 1793. Pour les communes de moins de 10 000 habitants, une enquête de recensement portant sur toute la population est réalisée tous les cinq ans, les populations de référence des années intermédiaires étant quant à elles estimées par interpolation ou extrapolation. Pour la commune, le premier recensement exhaustif entrant dans le cadre du nouveau dispositif a été réalisé en 2004.

En 2022, la commune comptait 1 990 habitants, en évolution de +6,19 % par rapport à 2016 (Gard : +2,97 %, France hors Mayotte : +2,11 %).
| 1793 | 1800 | 1806 | 1821 | 1831 | 1836 | 1841 | 1846 | 1851 |
| ---- | ---- | ---- | ---- | ---- | ---- | ---- | ---- | ---- |
| 412  | 310  | 445  | 529  | 508  | 521  | 522  | 516  | 204  |

| 1856 | 1861 | 1866 | 1872 | 1876 | 1881 | 1886 | 1891 | 1896 |
| ---- | ---- | ---- | ---- | ---- | ---- | ---- | ---- | ---- |
| 513  | 502  | 512  | 500  | 416  | 385  | 337  | 347  | 336  |

| 1901 | 1906 | 1911 | 1921 | 1926 | 1931 | 1936 | 1946 | 1954 |
| ---- | ---- | ---- | ---- | ---- | ---- | ---- | ---- | ---- |
| 361  | 367  | 348  | 342  | 339  | 343  | 324  | 347  | 378  |

| 1962 | 1968 | 1975 | 1982 | 1990  | 1999  | 2004  | 2006  | 2009  |
| ---- | ---- | ---- | ---- | ----- | ----- | ----- | ----- | ----- |
| 379  | 495  | 571  | 791  | 1 242 | 1 476 | 1 559 | 1 586 | 1 708 |

| 2014  | 2019  | 2022  | - | - | - | - | - | - |
| ----- | ----- | ----- | - | - | - | - | - | - |
| 1 793 | 1 999 | 1 990 | - | - | - | - | - | - |

## Économie

### Revenus
En 2018 (données Insee publiées en septembre 2021), la commune compte 753 ménages fiscaux, regroupant 1 967 personnes. La médiane du revenu disponible par unité de consommation est de 20 450 € (20 020 € dans le département).

### Emploi
|                | 2008   | 2013  | 2018  |
| -------------- | ------ | ----- | ----- |
| Commune        | 9,3 %  | 8,4 % | 9,7 % |
| Département    | 10,6 % | 12 %  | 12 %  |
| France entière | 8,3 %  | 10 %  | 10 %  |

En 2018, la population âgée de 15 à 64 ans s'élève à 1 241 personnes, parmi lesquelles on compte 74,6 % d'actifs (65 % ayant un emploi et 9,7 % de chômeurs) et 25,4 % d'inactifs,. En 2018, le taux de chômage communal (au sens du recensement) des 15-64 ans est inférieur à celui de la France et du département, alors qu'en 2008 il était supérieur à celui de la France.
La commune fait partie de la couronne de l'aire d'attraction de Nîmes, du fait qu'au moins 15 % des actifs travaillent dans le pôle,. Elle compte 178 emplois en 2018, contre 232 en 2013 et 180 en 2008. Le nombre d'actifs ayant un emploi résidant dans la commune est de 818, soit un indicateur de concentration d'emploi de 21,7 % et un taux d'activité parmi les 15 ans ou plus de 59,6 %.
Sur ces 818 actifs de 15 ans ou plus ayant un emploi, 95 travaillent dans la commune, soit 12 % des habitants. Pour se rendre au travail, 91,1 % des habitants utilisent un véhicule personnel ou de fonction à quatre roues, 2,1 % les transports en commun, 4,5 % s'y rendent en deux-roues, à vélo ou à pied et 2,3 % n'ont pas besoin de transport (travail au domicile).

### Activités hors agriculture

#### Secteurs d'activités
132 établissements sont implantés à Saint-Gervasy au 31 décembre 2019. Le tableau ci-dessous en détaille le nombre par secteur d'activité et compare les ratios avec ceux du département,.
| Secteur d'activité                                                                                        | Commune | Commune | Département |
| Secteur d'activité                                                                                        | Nombre  | %       | %           |
| --- | ------- | ------- | ----------- |
| Ensemble                                                                                                  | 132     |         |             |
| Industrie manufacturière, industries extractives et autres                                                | 11      | 8,3 %   | (7,9 %)     |
| Construction                                                                                              | 31      | 23,5 %  | (15,5 %)    |
| Commerce de gros et de détail, transports, hébergement et restauration                                    | 44      | 33,3 %  | (30 %)      |
| Activités financières et d'assurance                                                                      | 2       | 1,5 %   | (3 %)       |
| Activités immobilières                                                                                    | 2       | 1,5 %   | (4,1 %)     |
| Activités spécialisées, scientifiques et techniques et activités de services administratifs et de soutien | 15      | 11,4 %  | (14,9 %)    |
| Administration publique, enseignement, santé humaine et action sociale                                    | 20      | 15,2 %  | (13,5 %)    |
| Autres activités de services                                                                              | 7       | 5,3 %   | (8,8 %)     |

Le secteur du commerce de gros et de détail, des transports, de l'hébergement et de la restauration est prépondérant sur la commune puisqu'il représente 33,3 % du nombre total d'établissements de la commune (44 sur les 132 entreprises implantées à Saint-Gervasy), contre 30 % au niveau départemental.

#### Entreprises et commerces
L'entreprise ayant son siège social sur le territoire communal qui génère le plus de chiffre d'affaires en 2020 est :
- Air Sud Maintenance, réparation de machines et équipements mécaniques (139 k€).

### Agriculture
La commune est dans la « Plaine Viticole », une petite région agricole occupant le sud-est du département du Gard. En 2020, l'orientation technico-économique de l'agriculture sur la commune est la culture de fruits ou d'autres cultures permanentes.
|               | 1988 | 2000 | 2010 | 2020 |
| ------------- | ---- | ---- | ---- | ---- |
| Exploitations | 41   | 26   | 16   | 15   |
| SAU (ha)      | 404  | 196  | 194  | 217  |

Le nombre d'exploitations agricoles en activité et ayant leur siège dans la commune est passé de 41 lors du recensement agricole de 1988 à 26 en 2000 puis à 16 en 2010 et enfin à 15 en 2020, soit une baisse de 63 % en 32 ans. Le même mouvement est observé à l'échelle du département qui a perdu pendant cette période 61 % de ses exploitations,. La surface agricole utilisée sur la commune a également diminué, passant de 404 ha en 1988 à 217 ha en 2020. Parallèlement la surface agricole utilisée moyenne par exploitation a augmenté, passant de 10 à 14 ha.

## Culture locale et patrimoine

### Lieux et monuments
- Chapelle du Calvaire, au sommet d'une colline (seconde moitié XIXe siècle) Rue de Péchicard.
- Église paroissiale Saint-Gervasy de Saint-Gervasy.
- Aqueduc gallo-romain : Vestiges archéologiques de l'aqueduc et parcelles traversées ou bordées par son tracé (inscription MH 7 mai 1999). Canal qui alimente la ville de Nîmes. Il prend sa source à Uzès et passe par le pont du Gard. Au XIXe siècle, un second canal a doublé une partie de l'aqueduc gallo-romain. Propriété de la commune.

### Personnalités liées à la commune
- François Picard a.a.
- Ferdinand Béchard